# Единый день голосования 11 октября 2009 года
В единый день голосования 11 октября 2009 года, согласно данным Центральной избирательной комиссии Российской Федерации, прошло 6410 выборных кампаний различного уровня, включая выборы глав 2573 муниципальных образований и законодательных собраний 3 субъектов федерации и 3504 муниципальных образований.

## Законодательные собрания субъектов федерации

### Республика Марий Эл
- ЕР 19
- КПРФ 5
- ЛДПР 2

### Тульская область
Все 48 депутатов пятого созыва Тульской областной думы избирались по партийным спискам. Явка составила 42,18 % от списочного состава избирателей.
|                             | Единая Россия       | 297 042 | 55,40 % | 31 |
|                             | КПРФ                | 98 288  | 18,33 % | 10 |
|                             | Справедливая Россия | 74 996  | 13,99 % | 7  |
| Заградительный барьер — 7 % |                     |         |         |    |
|                             | ЛДПР                | 32 193  | 6,00 %  | -  |
|                             | Правое дело         | 10 203  | 1,90 %  | -  |
|                             | Яблоко              | 8 473   | 1,58 %  | -  |
|                             | Патриоты России     | 4 309   | 0,80 %  | -  |

### Москва
Избирались все 35 депутатов пятого созыва Московской городской думы: 18 по партийным спискам и 17 по одномандатным округам. Явка составила 35,37 % от списочного состава избирателей. Результаты выборов стали поводом для демарша оппозиции на заседании Госдумы 14 октября.
|                             | Партия              | Подано голосов | Доля голосов | Мандатов | В округах | Всего мандатов |
| --------------------------- | ------------------- | -------------- | ------------ | -------- | --------- | -------------- |
|                             | Единая Россия       | -              | 66,26 %      | 15       | 17        | 32             |
|                             | КПРФ                | -              | 13,27 %      | 3        | -         | 3              |
| Заградительный барьер — 7 % |                     |                |              |          |           |                |
|                             | ЛДПР                | -              | 6,14 %       | -        | -         | -              |
|                             | Справедливая Россия | -              | 5,34 %       | -        | -         | -              |
|                             | Яблоко              | -              | 4,70 %       | -        | -         | -              |
|                             | Патриоты России     | -              | 1,82 %       | -        | -         | -              |